# بلوک شرق
بلوک شرق اصطلاحی بود که در دوران جنگ سرد، به کشورهای متّحد شوروی و پیمان ورشو، که خود را کمونیست می‌نامیدند، گفته می‌شد. این اصطلاح از آن جهت بود که همهٔ کشورهای این بلوک، از لحاظ جغرافیایی در اروپای شرقی واقع بودند.
بعدها که در کوبا انقلابی درگرفت و رهبران جدید آن خود را «کمونیست» خواندند و تا حدودی به شوروی وابسته بودند، این کشور نیز، علی‌رغم این‌که در غرب واقع بود، به‌طور غیررسمی عضو بلوک شرق شمرده می‌شد. گرچه هرگز به عضویت پیمان ورشو درنیامد و به همین علت، به‌طور رسمی هرگز عضو بلوک شرق نبود.
بلوک شرق همچنین به‌عنوان نامی برای پیمان ورشو (اتّحاد نظامی به رهبری شوروی) یا کومکن (یک سازمان اقتصادی بین‌المللی از کشورهای کمونیست) بکار می‌رود. متحدین شوروی خارج از اروپای شرقی، همچون چین، مغولستان و اغلب کوبا، ویتنام، و کره شمالی بعضی اوقات جزو اصطلاح بلوک شرق نیز محسوب می‌شوند. اصطلاحات بلوک شرق و اتّحاد شوروی بعضی اوقات با یکدیگر اشتباه گرفته می‌شوند. امّا اتّحاد شوروی بر کشورهای بلوک شرق نفوذ داشته، کشورهایی در بلوک شرق مانند بلغارستان، مجارستان و لهستان کلاً کشورهایی جداگانه بود.

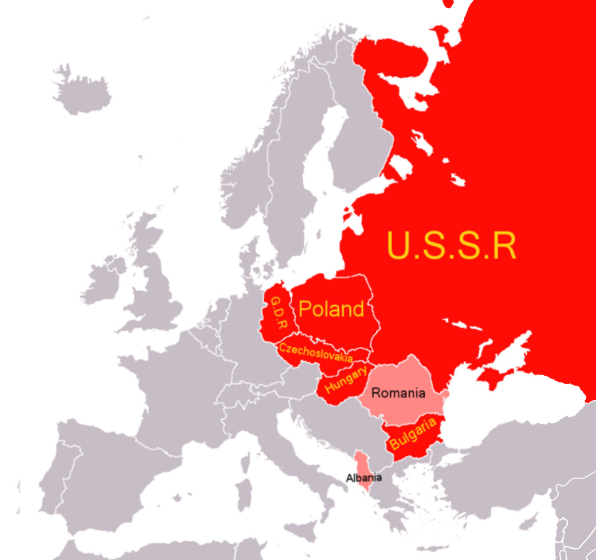
نقشه بلوک شرق

## یوگسلاوی، آلبانی
جمهوری سوسیالیستی فدرال یوگسلاوی هرگز بخشی از بلوک شرق یا پیمان ورشو نبوده است. امّا یک کشور کمونیست بوده، که رهبر آن مارشال تیتو، در طی تلاش‌های خود به‌عنوان رهبر یک مقاومت پارتیزانی طی جنگ جهانی دوم، در آن به قدرت رسید. چون وی از سوی ارتش سرخ شوروی منصوب نشده بود، هیچگونه وفاداری و تعهدی نسبت به روسیه نداشت. دولت یوگسلاوی در طول جنگ سرد، به‌عنوان کشوری بی‌طرف شناخته می‌شد، و یکی از بنیان‌گذاران جنبش عدم تعهد بود.
همین‌طور، دولت استالینیست آلبانی نیز در پی جنگ جهانی دوم، به‌طور مستقل از ارتش سرخ به قدرت رسید. آلبانی در دههٔ ۱۹۶۰ در نتیجهٔ جدایی چین و شوروی از یکدیگر، رابطهٔ خود را با شوروی برهم زد، و در عوض، نسبت به جمهوری خلق چین و موضع ضداصلاح‌طلبانهٔ آن اظهار وفاداری کرد.

## توسّل به زور
برخی اوقات کشورهای بلوک شرق از طریق نیروی نظامی تحت نفوذ سیطرهٔ شوروی قرار می‌گرفتند. مجارستان در سال ۱۹۵۶ پس از آن که حکومت طرفدار شوروی خود را برانداخت، توسّط ارتش شوروی مورد حمله قرار گرفت و آن را با رژیمی جایگزین ساخت که در پی یک مسیر کمونیستی دموکراتیک‌تر مستقل از مسکو بود؛
زمانی که رهبران کمونیست لهستانی کوشیدند تا ولادیسلاو گوملکا را به‌عنوان اوّلین دبیر آن انتخاب کنند، از سوی اتّحاد شوروی برای آن‌ها اتمام حجّت صادر شد، که در خواست می‌کرد تا انتخاب گمولکا را لغو نمایند. 
چکسلواکی در سال ۱۹۶۸ پس از یک دوره آزادی‌خواهی تحت عنوان بهار پراگ، مورد حمله قرار گرفت. آخرین حمله در سیاست رسمی شوروی به عنوان اصل (سیاسی) برژنف تدوین شد.

## افول
طی اواخر دههٔ ۱۹۸۰، به‌تدریج اتّحاد شوروی ضعیف شد و به مداخله در امور داخلی کشورهای بلوک شرق خاتمه داد. منسوخ‌کردن اصل برژنف از سوی میخائیل گورباچف به نفع به اصطلاح «اصل سیناترا» اثرات شدیدی بر اروپای مرکزی و شرقی در طی این دوره گذاشت. در نهایت بلوک شرق با فروپاشی رژیم‌های طرفدار شوروی در سال ۱۹۸۹ در اروپای شرقی به پایان رسید («نگاه کنید به» انقلاب‌های ۱۹۸۹).
حتّی پیش از این دوره، کلیهٔ کشورها در پیمان ورشو همواره به‌عنوان یک بلوک (واحد) عمل نمی‌کردند؛ مثلاً، حملهٔ ۱۹۶۸ به چکسلواکی از سوی رومانی محکوم شد و از شرکت در آن خودداری نمود.

## اروپای مرکزی و شرقی
پس از ۹۰/۱۹۸۹، به‌جای «بلوک شرق» اصطلاح اروپای مرکزی و شرقی (CEE) وارد کاربرد گسترده شد، از همکاری دولتی، سازمان‌های توسعه تا امور تجاری.

## کشورهای عضو
این بلوک شامل این کشورها بود: بلغارستان، رومانی، مجارستان، آلمان شرقی، لهستان، آلبانی (فقط تا اواخر
دههٔ ۶۰)، چکسلواکی و خود اتحاد شوروی.
همهٔ این کشورها عضو پیمان ورشو بودند.